# 鈴木敏子
鈴木敏子（すずき としこ、1924年 - ）は、元多磨全生園教師。

## 略歴
福島県生れ。1940年県立福島高等女学校卒。1942年県立福島女子師範学校二部卒。1960年-1976年国立療養所多磨全生園、全生園分教室小学校勤務。日本文学協会会員として、各部会に出席、機関誌「日本文学」に論文等を発表。1972年宮原昭夫の小説「誰かが触った」が鈴木の協力を仰いでなったことに対して「朝日新聞」が盗作を匂わせるキャンペーンを張った。

## 著書
- 『らい学級の記録 えせヒューマニズムとのたたかい』明治図書 教育問題新書 1963
- 『鏡のむこうの子どもたち 訪問学級のなかから』創樹社 1984
- 『書かれなくともよかった記録 「らい病」だった子らとの十六年』私家版 2000
- 『「らい学級の記録」再考』学文社 2004
- 『ある戦中派の軌跡』学文社 2006